# キャロル郡 (アーカンソー州)
キャロル郡（英: Carroll County）は、アメリカ合衆国アーカンソー州の北西部に位置する郡である。2010年国勢調査での人口は27,446人であり、2000年の25,357人から8.2%増加した。郡庁所在地は2つあり、東部はベリービル市（人口5,356人）であり、西部はユーレカスプリングス市（人口2,073人）である。キャロル郡は1833年11月1日に州内26番目の郡として設立され、郡名はアメリカ独立宣言署名者の最後の生き残りで、1832年に死んだキャロルトンのチャールズ・キャロルに因んで名付けられた。

## 地理
アメリカ合衆国国勢調査局に拠れば、郡域全面積は638.81平方マイル (1,654.5 km2)であり、このうち陸地630.27平方マイル (1,632.4 km2)、水域は8.54平方マイル (22.1 km2)で水域率は1.34%である。

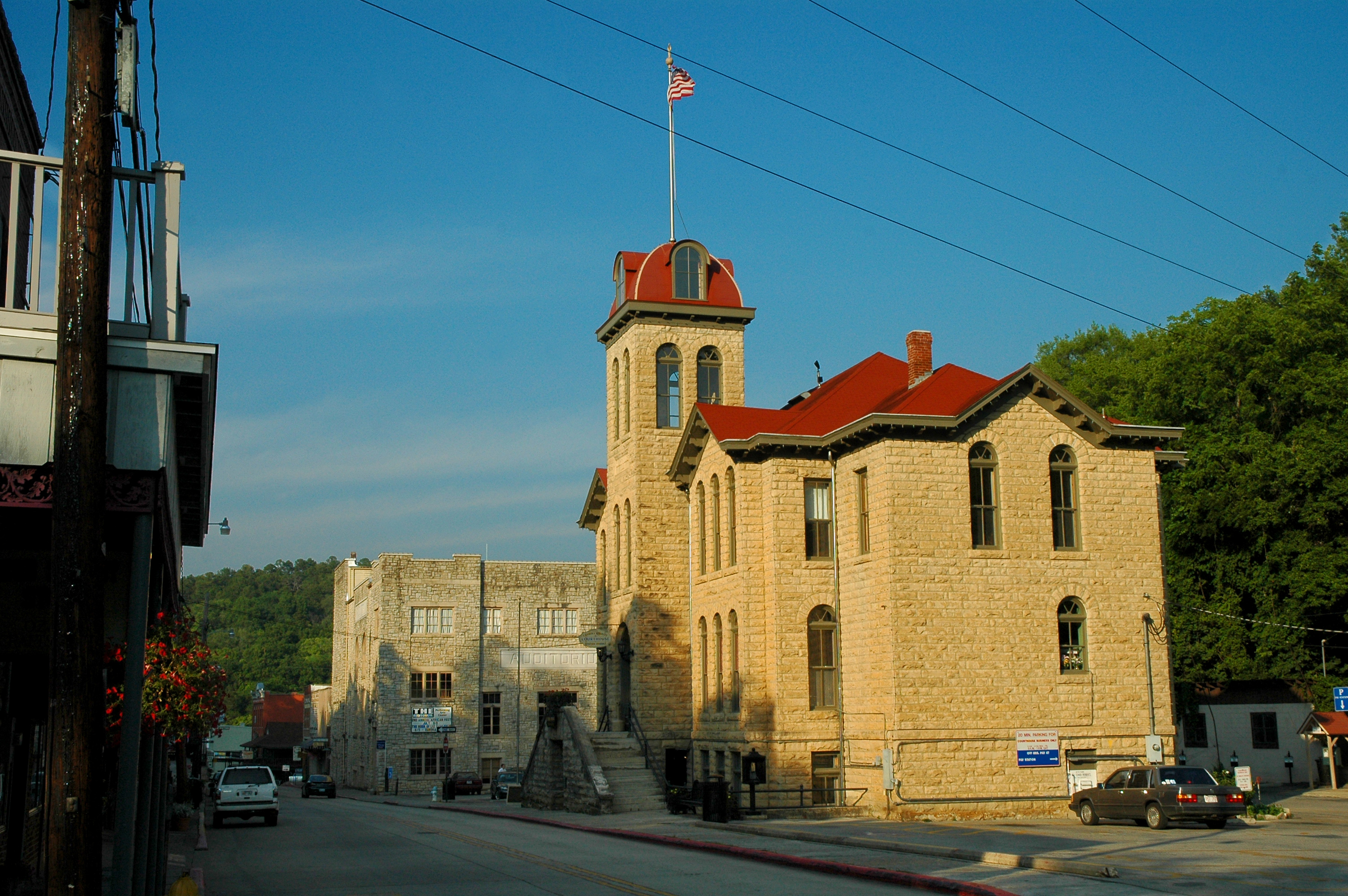
ユーレカスプリングス市にあるキャロル郡庁舎

### 主要高規格道路
- アメリカ国道62号線
- アメリカ国道62号線支線
- アメリカ国道412号線
- アーカンソー州道21号線
- アーカンソー州道23号線
- アーカンソー州道103号線
- アーカンソー州道143号線
- アーカンソー州道187号線
- アーカンソー州道221号線
- アーカンソー州道311号線
- アーカンソー州道980号線

### 隣接する郡
- ストーン郡 (ミズーリ州) - 北
- トーニー郡 (ミズーリ州) - 北東
- ブーン郡 - 東
- ニュートン郡 - 南東
- マディソン郡 - 南
- ベントン郡 - 西
- バリー郡 (ミズーリ州) - 北西

## 人口動態

人口ピラミッド

以下は2000年の国勢調査による人口統計データである。
| 基礎データ - 人口: 25,357人 - 世帯数: 10,189 世帯 - 家族数: 7,111 家族 - 人口密度: 16人/km2（40人/mi2） - 住居数: 11,828軒 - 住居密度: 7軒/km2（19軒/mi2） 人種別人口構成 - 白人: 93.63% - アフリカン・アメリカン: 0.11% - ネイティブ・アメリカン: 0.88% - アジア人: 0.41% - 太平洋諸島系: 0.08% - その他の人種: 3.34% - 混血: 1.55% - ヒスパニック・ラテン系: 9.74% - 家庭でスペイン語を話す人の比率: 10.03% 年齢別人口構成 - 18歳未満: 24.0% - 18-24歳: 8.1% - 25-44歳: 26.2% - 45-64歳: 26.0% - 65歳以上: 15.8% - 年齢の中央値: 39歳 - 性比（女性100人あたり男性の人口） - 総人口: 97.4 - 18歳以上: 95.3 | 世帯と家族（対世帯数） - 18歳未満の子供がいる: 29.2% - 結婚・同居している夫婦: 57.1% - 未婚・離婚・死別女性が世帯主: 8.6% - 非家族世帯: 30.2% - 単身世帯: 25.2% - 65歳以上の老人1人暮らし: 10.3% - 平均構成人数 - 世帯: 2.47人 - 家族: 2.93人 収入と家計 - 収入の中央値 - 世帯: 27,924米ドル - 家族: 33,218米ドル - 性別 - 男性: 21,896米ドル - 女性: 18,159米ドル - 人口1人あたり収入: 16,003米ドル - 貧困線以下 - 対人口: 15.5% - 対家族数: 11.0% - 18歳未満: 20.7% - 65歳以上: 13.6% |

## 政治
政治的に民主党を支持してきたアーカンソー州にあって、キャロル郡は共和党の強い地盤である。アメリカ合衆国下院議員のアーカンソー州第3選挙区に属し、1967年以来共和党員が代表になり続けている。

## 都市と町

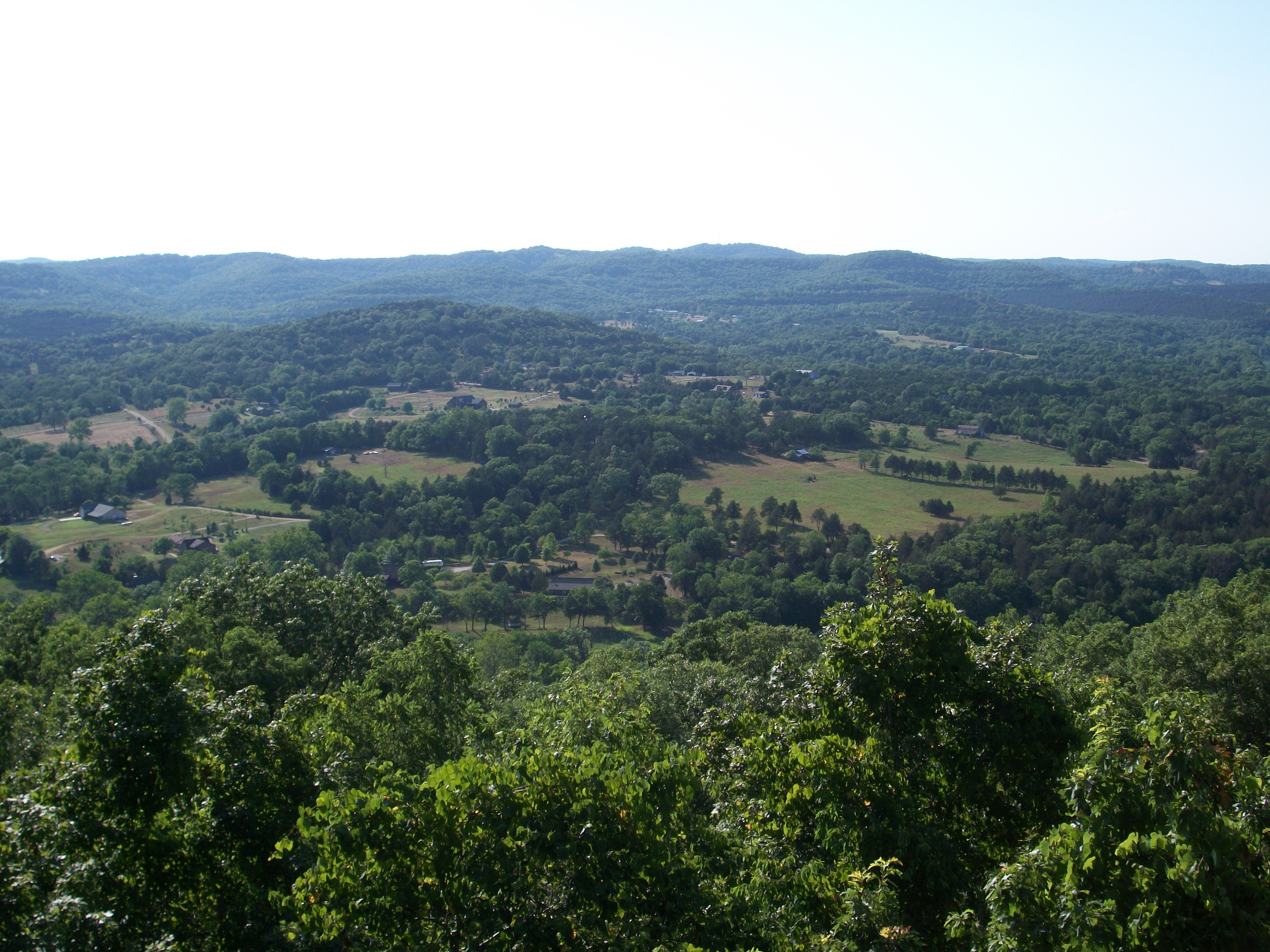
ユーレカスプリングス西のアメリカ国道62号線からの景色

| - アルピナ - ビーバー - ベリービル - 郡庁所在地 | - ブルーアイ - キャロルトン - ユーレカスプリングス - 郡庁所在地 | - グリーンフォレスト - オークグローブ |

## 郡区
アーカンソー州の郡はさらに郡区に小区分されている。各郡区には未編入領域と、編入済み自治体がある。現代の郡区にはその維持目的が限られたものになっている。アメリカ合衆国国勢調査局は郡区を元に人口を集計している。また系図調査など歴史的な目的には価値がある。1つ以上の郡区に入っている町や都市は統計調査に基づいて扱われる。キャロル郡の郡区は下記リストの21区である。
| 郡区 | FIPSコード | 人口中心                     | 人口 | 人口密度 /km2 (/sq mi) | 陸地面積 km2 (sq mi) | 水域 km2 (sq mi) | 座標                                                                |
| --- | ---------- | ---------------------------- | ---- | ---------------------- | -------------------- | ---------------- | ------------------------------------------------------------------- |
| ビーバー | 90195      | ビーバー、ホリデイアイランド | 1787 | 29.09（75.33）         | 61.44（23.722）      | 3.263（1.260）   | 北緯36度28分15秒 西経93度48分07秒 / 北緯36.470907度 西経93.801892度 |
| カバナル | 90570      |                              | 381  | 6.41（16.59）          | 59.48（22.966）      | 0.03367（0.013） | 北緯36度17分56秒 西経93度31分36秒 / 北緯36.298844度 西経93.526617度 |
| キャロルトン | 90681      | アルピナ                     | 716  | 7.74（20.04）          | 92.55（35.734）      | 0.02072（0.008） | 北緯36度14分38秒 西経93度20分24秒 / 北緯36.243979度 西経93.339996度 |
| シーダー | 90708      | ユーレカスプリングス         | 3575 | 30.46（78.90）         | 117.4（45.312）      | 8.443（3.260）   | 北緯36度24分15秒 西経93度47分04秒 / 北緯36.404190度 西経93.784428度 |
| コイン | 90891      | アルピナ                     | 655  | 13.18（34.13）         | 49.70（19.191）      | 0.09583（0.037） | 北緯36度19分22秒 西経93度19分42秒 / 北緯36.322905度 西経93.328357度 |
| クロス | 90981      |                              | 284  | 7.15（18.52）          | 39.72（15.335）      | 0.05957（0.023） | 北緯36度28分14秒 西経93度37分35秒 / 北緯36.470604度 西経93.626448度 |
| ドライフォーク | 91143      |                              | 292  | 4.85（12.55）          | 60.25（23.263）      | 0.0（0）         | 北緯36度08分53秒 西経93度29分07秒 / 北緯36.148170度 西経93.485237度 |
| フランクリン | 91338      | ホリデイアイランド           | 1269 | 46.04（119.28）        | 27.55（10.639）      | 0.0（0）         | 北緯36度28分23秒 西経93度42分48秒 / 北緯36.473124度 西経93.713274度 |
| ヒッコリー | 91692      | グリーンフォレスト           | 4977 | 33.67（87.20）         | 147.8（57.078）      | 0.0（0）         | 北緯36度20分54秒 西経93度25分26秒 / 北緯36.348254度 西経93.423987度 |
| キングスリバー | 92052      |                              | 625  | 16.11（41.72）         | 38.80（14.980）      | 0.0（0）         | 北緯36度25分42秒 西経93度39分02秒 / 北緯36.428216度 西経93.650539度 |
| リバティ | 92163      |                              | 158  | 3.32（8.60）           | 47.57（18.368）      | 0.0（0）         | 北緯36度15分42秒 西経93度26分49秒 / 北緯36.261714度 西経93.446885度 |
| ロングクリーク | 92271      |                              | 614  | 5.53（14.33）          | 110.0（42.834）      | 2.515（0.971）   | 北緯36度25分44秒 西経93度20分05秒 / 北緯36.428948度 西経93.334785度 |
| ノースヨーカム | 92727      | ブルーアイ、オークグローブ   | 314  | 9.32（24.15）          | 33.68（13.004）      | 0.04403（0.017） | 北緯36度28分24秒 西経93度27分17秒 / 北緯36.473431度 西経93.454596度 |
| オメガ | 92763      |                              | 489  | 5.43（14.06）          | 90.07（34.778）      | 0.0（0）         | 北緯36度12分48秒 西経93度33分51秒 / 北緯36.213409度 西経93.564238度 |
| オーセージ | 92769      |                              | 418  | 3.57（9.25）           | 117.1（45.196）      | 0.04921（0.019） | 北緯36度09分54秒 西経93度22分34秒 / 北緯36.164906度 西経93.376019度 |
| パッカードスプリングス | 92811      |                              | 735  | 8.66（22.44）          | 84.85（32.761）      | 7.625（2.944）   | 北緯36度20分27秒 西経93度48分15秒 / 北緯36.340831度 西経93.804230度 |
| パイニー | 92898      |                              | 226  | 5.40（13.99）          | 41.83（16.150）      | 0.0（0）         | 北緯36度12分53秒 西経93度28分58秒 / 北緯36.214639度 西経93.482882度 |
| ポロ | 93522      | ベリービル                   | 1224 | 11.55（29.90）         | 106.0（40.932）      | 0.01554（0.006） | 北緯36度26分37秒 西経93度32分40秒 / 北緯36.443519度 西経93.544485度 |
| プレーリー | 92982      | ベリービル                   | 7555 | 41.25（106.85）        | 183.1（70.706）      | 0.3730（0.144）  | 北緯36度20分28秒 西経93度35分06秒 / 北緯36.341052度 西経93.585079度 |
| サウスヨーカム | 93444      | ブルーアイ、オークグローブ   | 649  | 10.78（29.92）         | 60.21（23.247）      | 0.0（0）         | 北緯36度26分29秒 西経93度25分55秒 / 北緯36.441510度 西経93.431854度 |
| ウィノナ | 94101      | ユーレカスプリングス         | 453  | 7.32（18.96）          | 61.87（23.889）      | 0.0（0）         | 北緯36度20分40秒 西経93度41分49秒 / 北緯36.344531度 西経93.697021度 |
| Source: “Census 2010 U.S. Gazetteer Files: County Subdivisions in Arkansas”. U.S. Census Bureau, Geography Division. 2012年8月4日閲覧。 Source: “Census 2010 U.S. Gazetteer Files”. U.S. Census Bureau, Geography Division. 2012年8月4日閲覧。 |            |                              |      |                        |                      |                  |                                                                     |